# لالة تاكركوست
لالة تاكركوست (بالأمازيغية: ⵍⴰⵍⵍⴰ ⵜⴰⴽⵔⴽⵓⵙⵜ) هي مدينة في وسط المغرب وهي مركز الجماعة الريفية التي تحمل نفس الاسم بإقليم الحوز ضمن منطقة مراكش آسفي.

## أصول
سميت المدينة لالة تاكركوست على اسم ىسيدة مرابطية كان ضريحها مغطًى ببحيرة السد. جل السكان من الناطقين بالامازيغية.

## بحيرة لالة تاكركوست
تقع المدينة تحت سد لالة تكركوست الذي بني ما بين 1929 و 1935 و كان اسمه سد كافانياك لري سهل الحوز وإنتاج الطاقة الكهربائية، على وادي نفيس أحد روافد وادي تانسيفت. منبعه الأطلس الكبير يشكل بحيرة بطول 7 كيلومترات.
تطوير الأنشطة الرياضية والفنية على بحيرة لالة تاكركوست في السنوات الأخيرة ساهم في النمو السياحي للمدينة. العديد من سكان مراكش اعتادوا على الذهاب إلى البحيرة رغم ان السباحة ممنوعة رسميًا ، و قضاء اليوم هربًا من الحر

## السكان
بلغ عدد سكانها 4,080 نسمة في سنة 2014، كان عدد السكان يبلغ 3,348 نسمة في عام 2004، يشار أن المندوبية السامية للتخطيط لم تشر إليها في إحصاء 1994 لأن تكن لالة تكركوست تعتبر مدينة حضرية بل قروية قبل عام 2004.
لا يوجد أي إحصاء رسمي للقرى والدواوير.

## السكان والمجتمع
احتضنت لالة تاكركوست الدورة الثانية لمهرجان كناوة والفنون الشعبية. ترحب لالة تاكركوست بالعديد من الرسامين والنحاتين والفنانين البصريين. يعرض بيت الفنانين دار زاكورة فنانين مغاربة وفرنسيين مختلفين بشكل رئيسي. تظهر المنحوتات الضخمة المصنوعة من الحديد المطاوع والقطع المعدنية المعاد تدويرها للفنان الحداد جليل عند مدخل القرية وفي معرض ورشته. "رحلة فنان" هي الإقامة الفنية التي تجمع رسامين من جنسيات مختلفة، في شهر نونبر من كل عام في رياض صيدا أطلس لمدة 4 أيام.